# Năm ngũ đế

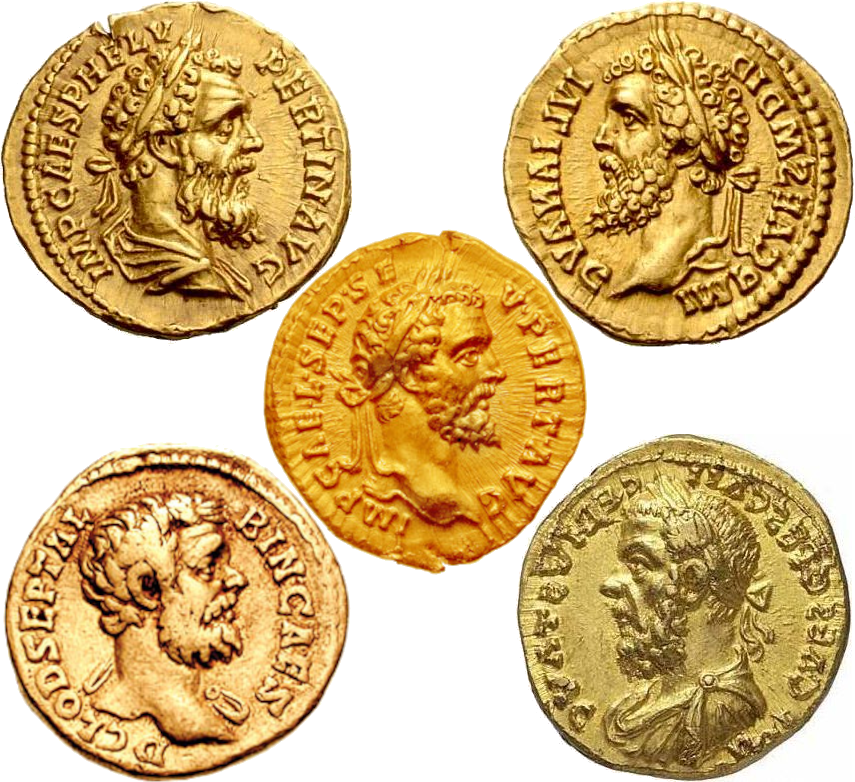
Năm vị hoàng đế La Mã: Pertinax, Didius Julianus, Pescennius Niger, Clodius Albinus và Septimius Severus

Năm ngũ đế là chỉ đến năm 193 mà năm có năm người tranh giành hoàng vị Hoàng đế La Mã. Năm người đó gồm Pertinax, Didius Julianus, Pescennius Niger, Clodius Albinus và Septimius Severus.
Năm 193 mở đầu với cái chết của Commodus vào đêm giao thừa, ngày 31 tháng 12 năm 192 và tuyên bố thị trưởng Pertinax làm Hoàng đế vào ngày đầu năm mới, 1 tháng 1 năm 193. Pertinax ít lâu sau thì bị Cấm vệ quân Praetorian Guard ám sát vào ngày 28 tháng 3 năm 193. Sau ngày hôm đó, Didius Julianus vận động Titus Flavius Sulpicianus (cha vợ của Pertinax và cũng là thị trưởng mới) vì danh hiệu Hoàng đế.
Flavius Sulpicianus đề nghị trả cho mỗi người lính 20.000 sestertii để mua lòng trung thành của họ (gấp tám lần mức lương hàng năm của họ, cũng cùng khoản tiền được Marcus Aurelius bỏ ra để đảm bảo ủng hộ của họ vào năm 161). Tuy nhiên Didius Julianus lại bỏ ra số tiền lên đến 25.000 sestertii cho từng người lính nhằm giành chiến thắng trong cuộc đấu giá và được Viện Nguyên lão tuyên bố là Hoàng đế La Mã vào ngày 28 tháng 3.
Tuy nhiên, ba người La Mã nổi tiếng khác đã thách thức lẫn nhau vì ngôi vị: Pescennius Niger ở Syria, Clodius Albinus ở Britannia và Septimius Severus ở Pannonia. Septimius Severus hành quân về Roma để lật đổ Didius Julianus và ra lệnh xử trảm ông vào ngày 1 tháng 6 năm 193, rồi sau đó giải tán đội Cấm vệ quân Praetorian Guard và xử tử những người lính đã giết Pertinax.
Nhằm củng cố quyền lực của mình, Septimius Severus đã lần lượt đem quân tiêu diệt các thế lực soán vị khác như với Pescennius Niger ở Cyzicus và Nicea năm 193 và sau đó đánh bại ông này trong trận quyết chiến ở Issus năm 194. Clodius Albinus ban đầu ủng hộ Septimius Severus vì tin rằng ông ta sẽ kế vị mình. Khi chợt nhận ra rằng Severus đã có ý định khác, Albinus quyết định tự xưng đế vào năm 195 nhưng đã bị Septimius Severus đánh bại trong trận Lugdunum vào ngày 19 tháng 2 năm 197.